# La Loma de los Negritos
La Loma de los Negritos är en ort i Mexiko.   Den ligger i kommunen Aguascalientes och delstaten Aguascalientes, i den centrala delen av landet, 400 km nordväst om huvudstaden Mexico City. La Loma de los Negritos ligger 1 870 meter över havet och antalet invånare är 1 519.
Terrängen runt La Loma de los Negritos är platt österut, men västerut är den kuperad. Runt La Loma de los Negritos är det tätbefolkat, med 459 invånare per kvadratkilometer. Närmaste större samhälle är Aguascalientes, 7,1 km öster om La Loma de los Negritos. Trakten runt La Loma de los Negritos består till största delen av jordbruksmark.